# Falou
Falou és una masia situada al municipi de Llobera, a la comarca catalana del Solsonès. En forma part la capella de Sant Isidre de Falou.